# Corpo de Bombeiros Militar do Estado da Paraíba
O Corpo de Bombeiros Militar da Paraíba (CBMPB) é uma Corporação cuja principal missão consiste na execução de atividades de defesa civil, prevenção e combate a incêndios, buscas, salvamentos e socorros públicos no âmbito do estado da Paraíba.
Ele é Força Auxiliar e Reserva do Exército Brasileiro, e integra o Sistema de Segurança Pública e Defesa Social do Brasil. Seus integrantes são denominados Militares dos Estados pela Constituição Federal de 1988, assim como os membros da Polícia Militar do Estado da Paraíba.

## Membros Notáveis
- Coronel Carlos Jean Vieira Benício de Sá